# Notoglanidium maculatum
Notoglanidium maculatum es una especie de pez de la familia Claroteidae en el orden de los Siluriformes.

## Morfología
• Los machos pueden llegar alcanzar los 6 cm de longitud total.

## Hábitat
Es un pez de agua dulce y de clima tropical (22 °C-25 °C ).

## Distribución geográfica
Se encuentran en África: Sierra Leona.